# Distrito de Cacatachi

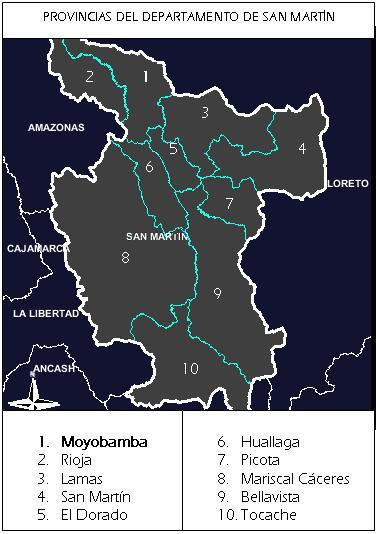
División política del Departamento de San Martín.

El distrito peruano de Cacatachi es uno de los catorce  distritos que conforman la Provincia de San Martín en el Departamento de San Martín, perteneciente a la Región de San Martín  en el Perú.

## Geografía
La capital se encuentra situada a 295 m s. n. m., a 12 km al norte de Tarapoto a un costado de la carretera Fernando Belaúnde Terry. Sus coordenadas son 6°29’40” de latitud sur y 76°27’57” de longitud oeste.

## Etimología
Su nombre proviene de los términos quechuas CACA = Tierra y TACHI = Plana, lo que significaría  Tierra Plana.